# Quatuor Gabrieli
Le Quatuor Gabrieli est un quatuor à cordes britannique fondé en 1966.

## Historique
Le Quatuor Gabrieli (Gabrieli String Quartet en anglais) est un quatuor à cordes fondé en 1966 autour du premier violon Kenneth Sillito, violon solo de l'Academy of St Martin in the Fields,.
Outre Sillito, les membres fondateurs de l'ensemble sont la second violon Claire Simpson, l'altiste Ian Jewel et le violoncelliste Keith Harvey, ancien violoncelle solo du London Philharmonic puis de l'English Chamber Orchestra.
L'ensemble fait ses débuts à Londres en 1967, enseigne à la Guildhall School of Music puis devient résident à l'université de l'Essex à partir de 1971,.
Bénéficiant du soutien de la Fondation Gulbenkian, le quatuor se consacre principalement à la musique du XXe siècle.
En 1987, Sillito quitte la formation pour se consacrer à une carrière de soliste et de chef d'orchestre. Il est remplacé par John Georgiadis (en), puis par Yossi Zivoni (en) trois ans plus tard.
Le Quatuor Gabrieli est reconnu comme « l'un des meilleurs quatuors britanniques ». Il mène une intense activité d'enseignement auprès de jeunes ensembles et se produit en Amérique du Nord, en Extrême-Orient, en Australie, en Nouvelle-Zélande, ainsi que dans les capitales et festivals européens, notamment au Festival d'Aldeburgh qui les lie à Benjamin Britten. L'ensemble crée de nombreuses partitions de compositeurs britanniques.
La formation cesse ses activités aux alentours de l'an 2000.

## Membres
Les membres de l'ensemble étaient, :
- premier violon : Kenneth Sillito (1966-1987), puis John Georgiadis (en) (1987-1990), enfin Yossi Zivoni (en) (1995-2000) ;
- second violon : Claire Simpson (1966-1969), Brendan O'Reilly (1969-) ;
- alto : Ian Jewel (1966-1999) ;
- violoncelle : Keith Harvey.

## Instruments
Sillito jouait sur un violon G.B. Guadagnini de 1758, O'Reilly un violon Montagnana de 1730, Jewel un alto de l'école de Brescia (1580) ainsi qu'un instrument moderne de Gimpel Solomon (1980), et Harvey un violoncelle de Montagnana (1733).

## Créations
Le Quatuor Gabrieli est le créateur de plusieurs œuvres, de William Alwyn, Michael Berkeley (Quatuor no 2, 1984), Benjamin Britten (Quatuor no 2, 1975), Alan Bush, Daniel Jones, Gordon Crosse (Studies for String Quartet, set I, 1973), Nicholas Maw (Quatuor no 2, 1983), John McCabe (Quatuor no 3, 1979) et Andrzej Panufnik (Quatuor no 2, 1980), notamment,. 

## Discographie
Le legs discographique du Quatuor Gabrieli est riche d'une soixantaine de références, d'abord pour le label Decca, puis pour Chandos et Hyperion.  
Parmi leurs enregistrements, figurent notamment les quatuors d'Alwyn, de Beethoven (Opus 18, 59, 74 et 95), Borodine (Quatuor no 2), Brahms (Quatuors no 1 et no 2, Quintette avec clarinette), Bridge, Britten, Chostakovitch (Quatuors no 1 et no 3), Dohnányi, Dvořák (Opus 51, 96, 105 et 106), Elgar, Haydn (Opus 54/2 et 64/5), Janáček, Mendelssohn (Opus 12, 13, 44/2 et 81), Mozart (K. 465 et K. 499, Quintette avec clarinette, Quatuor avec hautbois), Schubert (D. 810, D. 887 et D. 703), Sibelius, Smetana, Tchaïkovski, Joaquín Turina et William Walton.  